# Siringe
Siringe är en by i Skärstads socken, Jönköpings kommun. Fram till 2000 var den en småort. 1995 hade den 59 invånare fördelade på 16 hektar, men hade sedan dess vid mätningarna färre än 50 invånare. Blev småort på nytt 2010. Småorten 1995 hade småortskoden S1779 men omfattade i princip samma område.
Mellan 1899 och 1935 hade Jönköping–Gripenbergs Järnväg en station i Siringe.

## Befolkningsutveckling
| Befolkningsutvecklingen i Siringe 1990–2015 | Befolkningsutvecklingen i Siringe 1990–2015 | Befolkningsutvecklingen i Siringe 1990–2015 | Befolkningsutvecklingen i Siringe 1990–2015 | Befolkningsutvecklingen i Siringe 1990–2015 |
| --- | ------------------------------------------- | ------------------------------------------- | ------------------------------------------- | ------------------------------------------- |
| |                                             |                                             |                                             |                                             |
| År |                                             |                                             | Folkmängd                                   | Areal (ha)                                  |
| 1990 | 1990                                        |                                             | 60                                          | 16##                                        |
| 1995 | 1995                                        |                                             | 59                                          | 16#                                         |
| 2010 | 2010                                        |                                             | 50                                          | 15#                                         |
| 2015 | 2015                                        |                                             | 51                                          | 19#                                         |
| Anm.: Ny småort 1995. Ej småort 2000. Ny småort 2010. # Som småort. ## Befolkningen 31 december 1990 inom det område som avgränsades som småort 1995. |                                             |                                             |                                             |                                             |